# Журуа (мікрорегіон)

Журуа на карті штату Амазонас

Журуа (порт. Microrregião de Juruá) — мікрорегіон в Бразилії. входить в штат Амазонас. Складова частина мезорегіону Південний захід штату Амазонас. Населення становить 127 845 чоловік на 2010 рік. Займає площу 122 114,682 км². Густота населення — 1,05 чол./км².

## Демографія
Згідно з даними, зібраними в ході перепису 2010 р. Національним інститутом географії і статистики (IBGE), населення мікрорегіону становить:
| Повне населення                               | Повне населення                               | Повне населення                               | Повне населення                               | 127 845 |
| --------------------------------------------- | --------------------------------------------- | --------------------------------------------- | --------------------------------------------- | ------- |
| в том числе:                                  | Міське населення                              | 79 546                                        | Відсоток міського населення, %                | 62,22   |
|                                               | Сільське населення                            | 48 299                                        | Відсоток сільського населення, %              | 37,78   |
|                                               | Чоловіче населення                            | 65 834                                        | Відсоток чоловічого населення, %              | 51,50   |
|                                               | Жіноче населення                              | 62 011                                        | Відсоток жіночого населення, %                | 48,50   |
| Густота населення, чол/км²                    | Густота населення, чол/км²                    | Густота населення, чол/км²                    | Густота населення, чол/км²                    | 1,05    |
| Населення мікрорегіону в % до населення штату | Населення мікрорегіону в % до населення штату | Населення мікрорегіону в % до населення штату | Населення мікрорегіону в % до населення штату | 3,67    |

## Склад мікрорегіону
До складу мікрорегіону включені наступні муніципалітети:
1. Карауарі
2. Ейрунепе
3. Енвіра
4. Гуажара
5. Іпішуна
6. Ітамараті
7. Журуа

| Бразилія | Це незавершена стаття з географії Бразилії. Ви можете допомогти проєкту, виправивши або дописавши її. |